# Jęczniki Wielkie (gromada)
Jęczniki Wielkie – dawna gromada, czyli najmniejsza jednostka podziału terytorialnego Polskiej Rzeczypospolitej Ludowej w latach 1954–1972.
Gromady, z gromadzkimi radami narodowymi (GRN) jako organami władzy najniższego stopnia na wsi, funkcjonowały od reformy reorganizującej administrację wiejską przeprowadzonej jesienią 1954 do momentu ich zniesienia z dniem 1 stycznia 1973, tym samym wypierając organizację gminną w latach 1954–1972.
Gromadę Jęczniki Wielkie z siedzibą GRN w Jęcznikach Wielkich utworzono – jako jedną z 8759 gromad na obszarze Polski – w powiecie człuchowskim w woj. koszalińskim na mocy uchwały nr 43/54 WRN w Koszalinie z dnia 5 października 1954. W skład jednostki weszły obszary dotychczasowych gromad Jęczniki Wielkie i Wierzchowo ze zniesionej gminy Wierzchowo oraz obszar dotychczasowej gromady Ględowo ze zniesionej gminy Człuchów  w tymże powiecie. Dla gromady ustalono 16 członków gromadzkiej rady narodowej.
31 grudnia 1971 gromadę Jęczniki Wielkie zniesiono, a jej obszar włączono do gromady Człuchów w tymże powiecie.